# 1969-es NHL-amatőr draft
Az 1969-es NHL-amatőr draftot a kanadai Montréalban, a Queen Elizabeth Hotelben tartották meg. Ez volt a hetedik National Hockey League draft.

## A draft
|  | = NHL All-Star |  |  | = A Jégkorong Hírességek Csarnokának a tagja |

### Első kör
| #  | Játékos               | Poszt       | Nemzetiség | NHL-csapat            | Egyetem/junior/klub csapat       |
| -- | --------------------- | ----------- | ---------- | --------------------- | -------------------------------- |
| 1  | Réjean Houle          | Bal szélső  | Kanada     | Montréal Canadiens    | Montréal Junior Canadiens (OHA)  |
| 2  | Marc Tardif           | Bal szélső  | Kanada     | Montréal Canadiens    | Montréal Junior Canadiens (OHA)  |
| 3  | Don Tannahill         | Bal szélső  | Kanada     | Boston Bruins         | Niagara Falls Flyers (OHA)       |
| 4  | Frank Spring          | Jobb szélső | Kanada     | Boston Bruins         | Edmonton Oil Kings (WCHL)        |
| 5  | Dick Redmond          | Védő        | Kanada     | Minnesota North Stars | St. Catharines Black Hawks (OHA) |
| 6  | Bob Currier           | Center      | Kanada     | Philadelphia Flyers   | Cornwall Royals (QMJHL)          |
| 7  | Tony Featherstone     | Jobb szélső | Kanada     | Oakland Seals         | Peterborough Petes (OHA)         |
| 8  | André Dupont          | Védő        | Kanada     | New York Rangers      | Montréal Junior Canadiens (OHA)  |
| 9  | Ernie Moser           | Jobb szélső | Kanada     | Toronto Maple Leafs   | Estevan Bruins (WCHL)            |
| 10 | Jim Rutherford        | Kapus       | Kanada     | Detroit Red Wings     | Hamilton Red Wings (OHA)         |
| 11 | Ivan Boldirev         | Center      | Kanada     | Boston Bruins         | Oshawa Generals (OHA)            |
| 12 | Pierre Jarry          | Bal szélső  | Kanada     | New York Rangers      | Ottawa 67's (OHA)                |
| 13 | Jean-Pierre Bordeleau | Jobb szélső | Kanada     | Chicago Black Hawks   | Montréal Junior Canadiens (OHA)  |
|    |                       |             |            |                       |                                  |

### Második kör
| #  | Játékos          | Poszt       | Nemzetiség | NHL-csapat            | Egyetem/junior/klub csapat       |
| -- | ---------------- | ----------- | ---------- | --------------------- | -------------------------------- |
| 14 | Dennis O'Brien   | Védő        | Kanada     | Minnesota North Stars | St. Catharines Black Hawks (OHA) |
| 15 | Rick Kessell     | Center      | Kanada     | Pittsburgh Penguins   | Oshawa Generals (OHA)            |
| 16 | Dale Hoganson    | Védő        | Kanada     | Los Angeles Kings     | Estevan Bruins (WCHL)            |
| 17 | Bobby Clarke     | Center      | Kanada     | Philadelphia Flyers   | Flin Flon Bombers (WCHL)         |
| 18 | Ron Stackhouse   | Védő        | Kanada     | Oakland Seals         | Peterborough Petes (OHA)         |
| 19 | Mike Lowe        | Bal szélső  | Kanada     | St. Louis Blues       | Loyola College (CIAU)            |
| 20 | Doug Brindley    | Bal zélső   | Kanada     | Toronto Maple Leafs   | Niagara Falls Flyers (OHA)       |
| 21 | Ron Garwasiuk    | Bal szélső  | Kanada     | Detroit Red Wings     | Regina Pats (SJHL)               |
| 22 | Art Quoquochi    | Jobb szélső | Kanada     | Boston Bruins         | Montréal Junior Canadiens (OHA)  |
| 23 | Bert Wilson      | Bal szélső  | Kanada     | New York Rangers      | London Knights (OHA)             |
| 24 | Larry Romanchych | Center      | Kanada     | Chicago Black Hawks   | Flin Flon Bombers (WCHL)         |
|    |                  |             |            |                       |                                  |

### Harmadik kör
| #  | Játékos         | Poszt       | Nemzetiség                | NHL-csapat            | Egyetem/junior/klub csapat       |
| -- | --------------- | ----------- | ------------------------- | --------------------- | -------------------------------- |
| 25 | Gilles Gilbert  | Kapus       | Kanada                    | Minnesota North Stars | London Knights (OHA)             |
| 26 | Michel Briere   | Center      | Kanada                    | Pittsburgh Penguins   | Shawinigan Bruins (QMJHL)        |
| 27 | Gregg Boddy     | Védő        | Kanada                    | Los Angeles Kings     | Edmonton Oil Kings (WCHL)        |
| 28 | Willie Brossart | Jobb szélső | Kanada                    | Philadelphia Flyers   | Estevan Bruins (WCHL)            |
| 29 | Don O'Donoghue  | Jobb szélső | Kanada                    | Oakland Seals         | St. Catharines Black Hawks (OHA) |
| 30 | Bernard Gagnon  | Center      | Kanada                    | St. Louis Blues       | Michigan Wolverines (NCAA)       |
| 31 | Larry McIntyre  | Védő        | Kanada                    | Toronto Maple Leafs   | Moose Jaw Canucks (SJHL)         |
| 32 | Bobby Sheehan   | Center      | Amerikai Egyesült Államok | Montréal Canadiens    | St. Catharines Black Hawks (OHA) |
| 33 | Wayne Hawrysh   | Jobb szélső | Kanada                    | Detroit Red Wings     | Flin Flon Bombers (WCHL)         |
| 34 | Nels Jacobson   | Bal szélső  | Kanada                    | Boston Bruins         | Winnipeg Jets (WCHL)             |
| 35 | Kevin Morrison  | Bal szélső  | Kanada                    | New York Rangers      | Saint-Jérôme Alouettes (QMJHL)   |
| 36 | Milt Black      | Bal szélső  | Kanada                    | Chicago Black Hawks   | Winnipeg Jets (WCHL)             |
|    |                 |             |                           |                       |                                  |

### Negyedik kör
| #  | Játékos          | Poszt       | Nemzetiség | NHL-csapat            | Egyetem/junior/klub csapat       |
| -- | ---------------- | ----------- | ---------- | --------------------- | -------------------------------- |
| 37 | Fred O’Donnell   | Jobb szélső | Kanada     | Minnesota North Stars | Oshawa Generals (OHA)            |
| 38 | Yvon Labre       | Védő        | Kanada     | Pittsburgh Penguins   | Toronto Marlboros (OHA)          |
| 39 | Bruce Landon     | Kapus       | Kanada     | Los Angeles Kings     | Peterborough Petes (OHA)         |
| 40 | Michel Belhumeur | Kapus       | Kanada     | Philadelphia Flyers   | Drummondville Rangers (QMJHL)    |
| 41 | Pierre Farmer    | Védő        | Kanada     | Oakland Seals         | Shawinigan Bruins (QMJHL)        |
| 42 | Vic Teal         | Jobb szélső | Kanada     | St. Louis Blues       | St. Catharines Black Hawks (OHA) |
| 43 | Frank Hughes     | Jobb szélső | Kanada     | Toronto Maple Leafs   | Edmonton Oil Kings (WCHL)        |
| 44 | Murray Anderson  | Védő        | Kanada     | Montréal Canadiens    | Flin Flon Bombers (WCHL)         |
| 45 | Wayne Chernecki  | Center      | Kanada     | Detroit Red Wings     | Winnipeg Jets (WCHL)             |
| 46 | Ron Fairbrother  | Bal szélső  | Kanada     | Boston Bruins         | Saskatoon Blades (WCHL)          |
| 47 | Bruce Hellemond  | Bal szélső  | Kanada     | New York Rangers      | Moose Jaw Canucks (SJHL)         |
| 48 | Darryl Maggs     | Védő        | Kanada     | Chicago Black Hawks   | Calgary Centennials (WCHL)       |
|    |                  |             |            |                       |                                  |

### Ötödik kör
| #  | Játékos          | Poszt       | Nemzetiség                | NHL-csapat            | Egyetem/junior/klub csapat         |
| -- | ---------------- | ----------- | ------------------------- | --------------------- | ---------------------------------- |
| 49 | Pierre Jutras    | Bal szélső  | Kanada                    | Minnesota North Stars | Shawinigan Bruins (QMJHL)          |
| 50 | Ed Patenaude     | Jobb szélső | Kanada                    | Pittsburgh Penguins   | Calgary Centennials (WCHL)         |
| 51 | Butch Goring     | Center      | Kanada                    | Los Angeles Kings     | Dauphin Kings (MJHL)               |
| 52 | Dave Schultz     | Bal szélső  | Kanada                    | Philadelphia Flyers   | Sorel Black Hawks (QMJHL)          |
| 53 | Warren Harrison  | Center      | Kanada                    | Oakland Seals         | Sorel Black Hawks (QMJHL)          |
| 54 | Brian Glenwright | Bal szélső  | Kanada                    | St. Louis Blues       | Kitchener Rangers (OHA)            |
| 55 | Brian Spencer    | Bal szélső  | Kanada                    | Toronto Maple Leafs   | Swift Current Broncos (WCHL)       |
| 56 | Gary Doyle       | Kapus       | Kanada                    | Montréal Canadiens    | Ottawa 67's (OHA)                  |
| 57 | Wally Olds       | Védő        | Amerikai Egyesült Államok | Detroit Red Wings     | Minnesota Golden Gophers (NCAA)    |
| 58 | Jeremy Wright    | Center      | Kanada                    | Boston Bruins         | Calgary Centennials (WCHL)         |
| 59 | Gord Smith       | Védő        | Kanada                    | New York Rangers      | Cornwall Royals (QMJHL)            |
| 60 | Mike Baumgartner | Védő        | Amerikai Egyesült Államok | Chicago Black Hawks   | North Dakota Fighting Sioux (NCAA) |
|    |                  |             |                           |                       |                                    |

### Hatodik kör
| #  | Játékos           | Poszt       | Nemzetiség | NHL-csapat            | Egyetem/junior/klub csapat         |
| -- | ----------------- | ----------- | ---------- | --------------------- | ---------------------------------- |
| 61 | Rob Walton        | Center      | Kanada     | Minnesota North Stars | Niagara Falls Flyers (OHA)         |
| 62 | Paul Hoganson     | Kapus       | Kanada     | Pittsburgh Penguins   | Toronto Marlboros (OHA)            |
| 63 | Guy Delparte      | Bal szélső  | Kanada     | Los Angeles Kings     | London Knights (OHA)               |
| 64 | Don Saleski       | Jobb szélső | Kanada     | Philadelphia Flyers   | Regina Pats (SJHL)                 |
| 65 | Neil Nicholson    | Védő        | Kanada     | Oakland Seals         | London Knights (OHA)               |
| 66 | Tommi Salmelainen | Bal szélső  | Finnország | St. Louis Blues       | HIFK (SM-sarja)                    |
| 67 | Bob Neufeld       | Bal szélső  | Kanada     | Toronto Maple Leafs   | Dauphin Kings (MJHL)               |
| 68 | Lynn Powis        | Center      | Kanada     | Montréal Canadiens    | Denver Pioneers (NCAA)             |
| 69 | Jim Jones         | Védő        | Kanada     | Boston Bruins         | Peterborough Petes (OHA)           |
| 70 | Dale Yutsyk       | Jobb szélső | Kanada     | St. Louis Blues       | Colorado College (NCAA)            |
| 71 | Dave Hudson       | Center      | Kanada     | Chicago Black Hawks   | North Dakota Fighting Sioux (NCAA) |
|    |                   |             |            |                       |                                    |

### Hetedik kör
| #  | Játékos         | Poszt       | Nemzetiség                | NHL-csapat            | Egyetem/junior/klub csapat     |
| -- | --------------- | ----------- | ------------------------- | --------------------- | ------------------------------ |
| 72 | Rick Thompson   | Védő        | Kanada                    | Minnesota North Stars | Niagara Falls Flyers (OHA)     |
| 73 | Bob Collyard    | Center      | Amerikai Egyesült Államok | St. Louis Blues       | Colorado College Tigers (NCAA) |
| 74 | Ian Wilkie      | Kapus       | Kanada                    | Montréal Canadiens    | Edmonton Oil Kings (WCHL)      |
| 75 | Dale Power      | Center      | Kanada                    | Montréal Canadiens    | Peterborough Petes (OHA)       |
| 76 | Pete Vipond     | Bal szélső  | Kanada                    | Oakland Seals         | Oshawa Generals (OHA)          |
| 77 | David Pulkkinen | Jobb szélső | Kanada                    | St. Louis Blues       | Oshawa Generals (OHA)          |
|    |                 |             |                           |                       |                                |

### Nyolcadik kör
| #  | Játékos        | Poszt       | Nemzetiség | NHL-csapat            | Egyetem/junior/klub csapat    |
| -- | -------------- | ----------- | ---------- | --------------------- | ----------------------------- |
| 78 | Cal Russell    | Jobb szélső | Kanada     | Minnesota North Stars | Hamilton Red Wings (OHA)      |
| 79 | Frank Hamill   | Jobb szélső | Kanada     | Montréal Canadiens    | Toronto Marlboros (OHA)       |
| 80 | Patrick Lange  | Kapus       | Kanada     | St. Louis Blues       | Sudbury Wolves (NOJHL)        |
| 81 | Claude Chartre | Center      | Kanada     | Philadelphia Flyers   | Drummondville Rangers (QMJHL) |
|    |                |             |            |                       |                               |

### Kilencedik kör
| #  | Játékos       | Poszt  | Nemzetiség | NHL-csapat         | Egyetem/junior/klub csapat |
| -- | ------------- | ------ | ---------- | ------------------ | -------------------------- |
| 82 | John Converse | Csatár | Kanada     | St. Louis Blues    | Estevan Bruins (WCHL)      |
| 83 | Gilles Drolet | Védő   | Kanada     | Montréal Canadiens | Québec Remparts (QMJHL)    |
|    |               |        |            |                    |                            |

### Tizedik kör
| 84 | Darrel Knibbs | Center | Kanada | Montréal Canadiens | Lethbridge Sugar Kings (AJHL) |  |  |  |  |  |  |